# مارتین دولینگ
مارتین دولینگ (انگلیسی: Martin Dooling; ۱۸ دسامبر ۱۸۸۶ – ۲۱ اوت ۱۹۶۶) بازیکن فوتبال اهل ایالات متحده آمریکا بود.
وی در بازی‌های المپیک تابستانی ۱۹۰۴ به مدال نقره دست پیدا کرده‌است.